# Weinheim
Weinheim város Németországban, azon belül Baden-Württembergben. Lakosainak száma 45 381 fő (2023. december 31.).

## Városrészei
- Weinheim
- Hohensachsen
- Lützelsachsen
- Oberflockenbach
- Steinklingen
- Wünschmichelbach
- Rippenweier
- Rittenweier
- Heiligkreuz
- Ritschweier
- Sulzbach

## Története
Weinheim nevét először 755-ben említette a lorschi füveskönyv.
1698-ban János Vilmos pfalzi választófejedelem két évre Weinheimbe költöztette rezidenciát, a Heidelbergi Egyetemet és nyomdaüzemét.

## Galéria

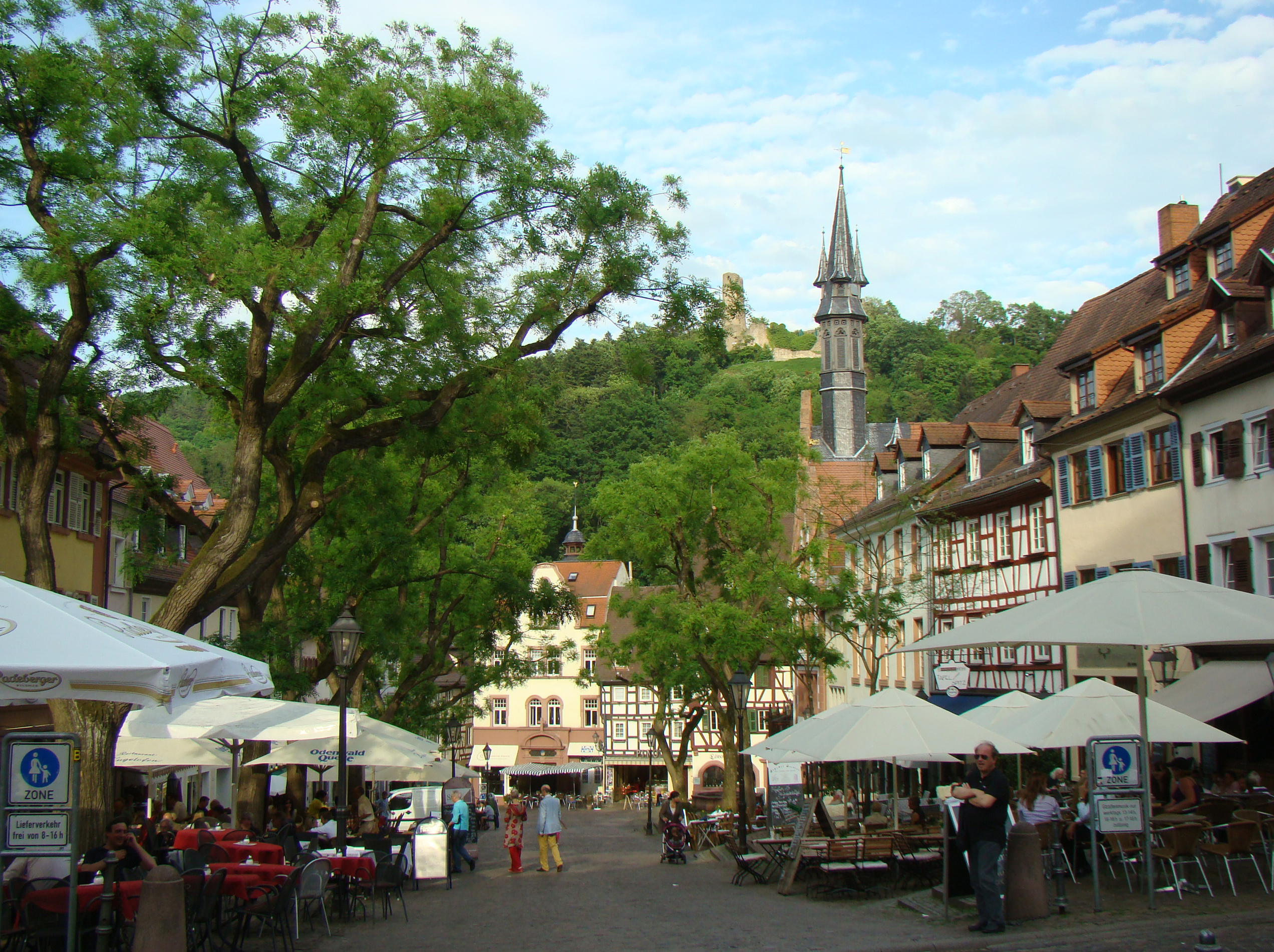
A piactér
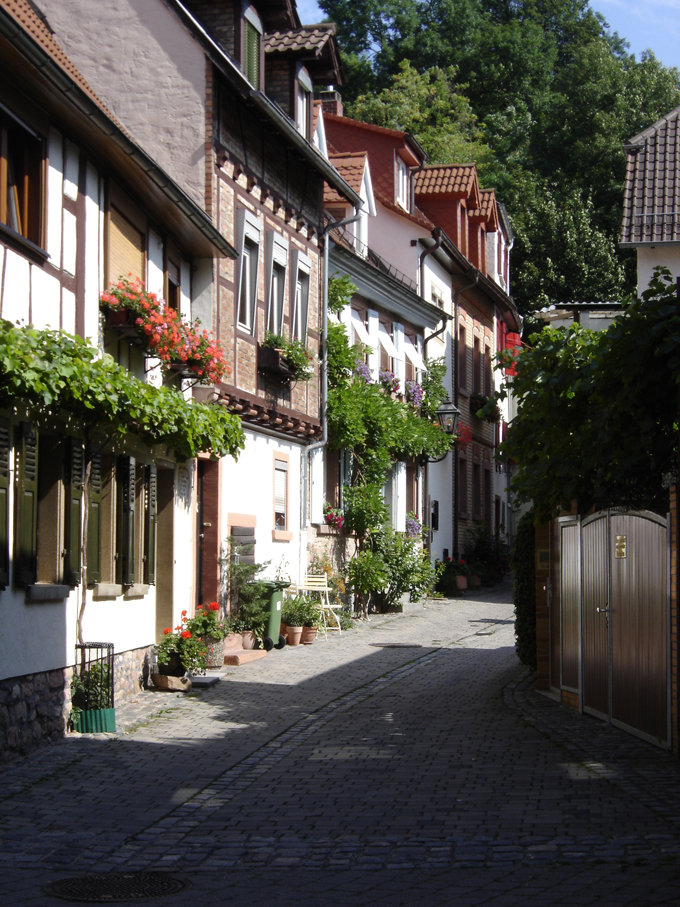
Az óváros
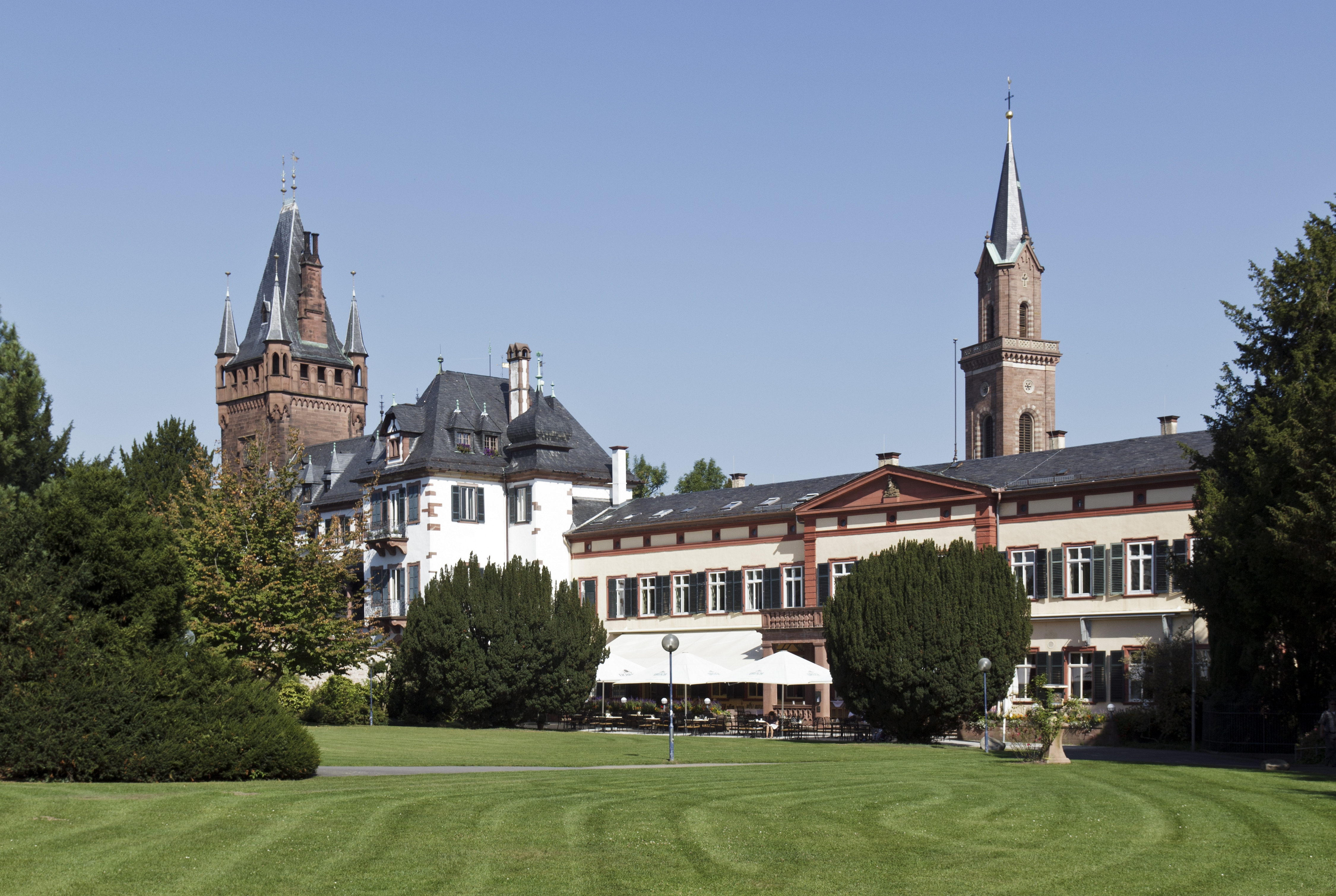
A kastély

## Népesség
A település népessége az elmúlt években az alábbi módon változott:
| Lakosok száma | 36 483 | 38 886 | 41 345 | 41 799 | 41 875 | 42 826 | 42 641 | 43 651 | 43 892 | 45 381 |
|               | 1961   | 1968   | 1974   | 1981   | 1988   | 1994   | 2001   | 2008   | 2014   | 2023   |